# 克拉爾河
克拉爾河（瑞典語：Klarälven，瑞典語意味“清澈的河流” ）是北歐的河流，發源自羅根湖，流經挪威和瑞典，最終注入維納恩湖，河道全長460公里，流域面積11,820平方公里，平均流量每秒165立方米。